# Sunnitisches Dreieck

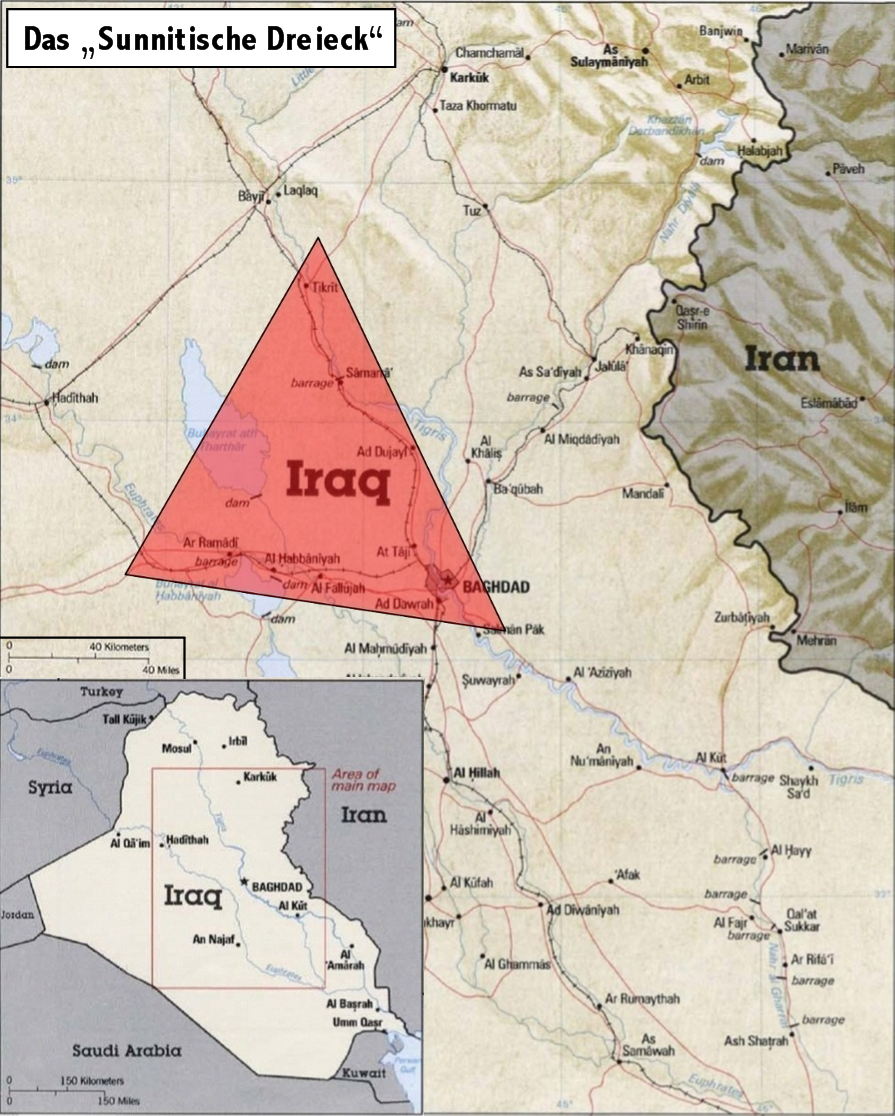
Das Sunnitische Dreieck

Das sogenannte Sunnitische Dreieck (arabisch المثلث السني, DMG al-muṯallaṯ as-sunnī) ist die Bezeichnung für ein nahezu dreieckiges Gebiet im Irak nordwestlich der Hauptstadt Bagdad. Es wird hauptsächlich von sunnitischen Arabern bewohnt, die traditionell die herrschende Elite des Landes stellen, der gleichen Glaubensrichtung wie der ehemalige irakische Diktator Saddam Hussein und ein Großteil der Anhänger der Baath-Partei angehören. Saddam selbst wurde hier, in der Nähe der Stadt Tikrit, im Sunnitischen Dreieck geboren. Für gewöhnlich werden drei Städte als Ecken des Dreiecks bezeichnet: Bagdad (im Osten), Ramadi (im Westen) und Tikrit (im Norden). Das Gebiet schließt außerdem die Städte Samarra und Falludscha mit ein.
Seit dem Beginn des Dritten Golfkriegs im Jahre 2003 hat sich das Sunnitische Dreieck zu einem Rückzugsgebiet für bewaffnete irakische Milizen, die gegen die Besatzer kämpfen, entwickelt. Es war vorhersehbar, dass Saddam Hussein hier, bei seinen Unterstützern, Zuflucht und Schutz suchen würde; am 13. Dezember 2003 wurde er in dem Dorf ad-Daur, 15 Kilometer südlich von Tikrit, festgenommen.
Der Begriff geht wohl auf eine Publikation von Abbas Kelidar aus dem Jahre 1975, in der er die von den Sunniten bewohnten Gebieten geogprahisch als Dreieck bezeichnete:

“[T]he Sunni Arabs are a minority inhabiting a territorial triangle with its apex in Mosul in the North (….); Baghdad in the south (….); and the third apex extending torwards Rutba near the Syrian frontier.”

„Die sunnitischen Araber sind eine Minderheit, die territorial ein Dreieck bewohnt, dessen Spitzen sich von Mosul im Norden (….), bis Bagdad im Süden (….) und bis Rutba nahe der syrischen Grenze erstrecken.“

In Bezug auf die Unterstützung des Regimes wurde der Begriff von ausländischen Irakexperten bereits lange vor dem Einmarsch im Jahre 2003 verwendet. Die Nennung des Namens war in einem Artikel des San Francisco Chronicle sowie weiterer englischsprachiger Medien vom 14. September 2002, war also bei weitem nicht die erste. Der ehemalige UNO-Waffeninspektor Scott Ritter sagte in einem Interview damals:

“We may be able to generate support for an invasion among some of the Shi’ites and some of the Kurds, but to get to Baghdad you must penetrate the Sunni Triangle. Sunnis will not rise up against Hussein.”

„Wir haben vielleicht die Möglichkeit, Unterstützung für eine Invasion bei einigen Schiiten und Kurden zu gewinnen, aber um nach Bagdad zu kommen, müssten wir in das Sunnitische Dreieck eindringen. Die Sunniten werden sich nicht gegen Hussein erheben.“

Nach der Invasion des Irak im Jahr 2003 erfuhr der Begriff eine breitere Aufmerksamkeit, erstmals nutzte die New York Times ihn am 12. Juni 2003 einen Artikel über neue Erfolge US-amerikanischer Truppen in der Unterdrückung bewaffneten Widerstands in sunnitisch bevölkerten Gebieten nördlich und westlich von Bagdad, welche als „Sunnitisches Dreieck“ bekannt sind, veröffentlichte. Seitdem ist die Bezeichnung ein feststehender Ausdruck in den Berichten über die Versuche der von den USA geleiteten Koalition der Willigen, die Kontrolle der Region zu übernehmen, geworden.
Das Sunnitische Dreieck deckt sich nicht mit dem sog. „Todesdreieck“, einem Gebiet südlich von Bagdad, welches sowohl von Sunniten als auch Schiiten bewohnt wird und worauf sich die kriegerischen Aktivitäten Ende des Jahres 2004 konzentrierten.